# Julie Heldman
Julie Medalie Heldman (* 8. Dezember 1945 in Berkeley) ist eine ehemalige US-amerikanische Tennisspielerin.

## Karriere
Heldman begann im Alter von acht Jahren mit dem Tennisspielen. Ihren ersten großen Turniersieg feierte sie bei den Canadian National 18- and under Championship im Alter von zwölf Jahren. Den Juniorinnen-Titel der US Open gewann sie 1960 sowie 1963.
Dreimal erreichte sie das Halbfinale eines Grand-Slam-Turniers. 1970 bei den French Open, 1974 bei den Australian Open und 1974 bei den US Open. Zweimal, 1966 und 1969, gewann sie mit dem US-Team den Federation Cup. Insgesamt gewann sie 22 Titel. Ihre beste Weltranglistenposition erreichte sie mit Platz 5.
Heldman zählt zu den neun Spielerinnen, den Original 9, die 1970 das Virginia Slims Invitational spielten, das von ihrer Mutter Gladys veranstaltet und gesponsert wurde.

## Persönliches
Ihre Mutter Gladys, Vater Julius sowie ihre ältere Schwester Carrie spielten ebenfalls Tennis. An der Stanford-Universität war ihr Hauptfach Geschichte. Ab 1979 machte sie noch eine Ausbildung an der UCLA Law School. Neben Englisch spricht sie Französisch und Spanisch. Heldman ist verheiratet und hat eine Tochter (Amy Rebecca).

## Abschneiden bei Grand-Slam-Turnieren

### Einzel
| Meisterschaft | 1965 | 1966 | 1967 | 1968 | 1969 | 1970 | 1971 | 1972 | 1973 | 1974 | 1975 | Karriere |
| ------------- | ---- | ---- | ---- | ---- | ---- | ---- | ---- | ---- | ---- | ---- | ---- | -------- |
| Australische  | —    | —    | —    | —    | —    | —    | —    | —    | —    | HF   | —    | HF       |
| Französische  | —    | VF   | —    | 3    | VF   | HF   | AF   | —    | —    | VF   | 1    | HF       |
| Wimbledon     | AF   | 3    | —    | 3    | VF   | AF   | 3    | 2    | 3    | 2    | —    | VF       |
| Amerikanische | —    | —    | —    | 2    | VF   | —    | AF   | AF   | VF   | HF   | 2    | HF       |

Zeichenerklärung: S = Turniersieg; F, HF, VF, AF = Einzug ins Finale / Halbfinale / Viertelfinale / Achtelfinale; 1, 2, 3 = Ausscheiden in der 1. / 2. / 3. Hauptrunde; Q1, Q2, Q3 = Ausscheiden in der 1. / 2. / 3. Runde der Qualifikation; n. a. = nicht ausgetragen

### Doppel
| Meisterschaft | 1968 | 1969 | 1970 | 1971 | 1972 | 1973 | 1974 | 1975 | Karriere |
| ------------- | ---- | ---- | ---- | ---- | ---- | ---- | ---- | ---- | -------- |
| Australische  | —    | —    | —    | —    | —    | —    | HF   | —    | HF       |
| Französische  | VF   | VF   | VF   | AF   | 1    | —    | —    | —    | VF       |
| Wimbledon     | 2    | VF   | AF   | 2    | 2    | 2    | VF   | —    | VF       |
| Amerikanische | VF   | VF   | —    | AF   | AF   | AF   | 1    | 1    | VF       |

### Mixed
| Meisterschaft | 1968 | 1969 | 1970              | 1971              | 1972              | 1973              | 1974              | Karriere |
| ------------- | ---- | ---- | ----------------- | ----------------- | ----------------- | ----------------- | ----------------- | -------- |
| Australische  | —    | —    | nicht ausgetragen | nicht ausgetragen | nicht ausgetragen | nicht ausgetragen | nicht ausgetragen | —        |
| Französische  | 2    | AF   | —                 | —                 | —                 | —                 | VF                | VF       |
| Wimbledon     | VF   | 3    | 3                 | 2                 | 2                 | —                 | —                 | VF       |
| Amerikanische | —    | HF   | —                 | —                 | —                 | —                 | —                 | HF       |